# Kiminobu Kimura
Pour les articles homonymes, voir Kimura.
Kiminobu Kimura (né le 24 octobre 1970 à Hirosaki) est un skieur alpin japonais.

## Palmarès

### Jeux Olympiques
| Épreuve / Édition | Albertville 1992 | Lillehammer 1994 | Nagano 1998 | Salt Lake City 2002 |
| Super G           | 33e              | 33e              |             |                     |
| Slalom Géant      | 21e              | 26e              | 25e         | 37e                 |
| Slalom            | DNF              | 18e              | 13e         | 18e                 |
| Combiné           | 15e              | DNF              |             |                     |

### Championnats du monde
| Épreuve / Édition | Saalbach 1991 | Morioka Shizukuishi 1993 | Sierra Nevada 1996 | Sestrière 1997 | Vail 1999 | St-Anton 2001 | St-Moritz 2003 |
| Slalom Géant      |               | 23e                      |                    |                |           |               |                |
| Slalom            |               | 20e                      | DNF                | DNF            | 14e       | DNF           | 22e            |
| Combiné           | 15e           |                          |                    |                |           |               |                |

### Coupe du monde
- Meilleur classement final: 27e en 1998.
- Meilleur résultat: 3e